# Patrick Ewing (1984)
Patrick Aloysius Ewing jr. (Boston, 20 maggio 1984) è un ex cestista e allenatore di pallacanestro statunitense con cittadinanza giamaicana, professionista nella NBA, in Europa e in Asia.

## Carriera
Patrick Aloysius Ewing jr. è nato il 20 maggio 1984 a Boston, nel Massachusetts. È il primogenito di Patrick Ewing, professionista nella NBA dal 1985 al 2002 con le maglie di New York Knicks, Seattle SuperSonics e Orlando Magic. Nonostante sia stato scelto al draft NBA nell'anno 2008, ha esordito tra i professionisti solo nel 2011, avendo disputato fino ad allora solo 7 partite di preseason.

### College
Dopo aver giocato due stagioni nella Indiana University, decide di seguire le orme del padre andando a giocare alla Georgetown University, dove indossa la maglia numero 33 che apparteneva al padre e indossata anche da Alonzo Mourning.
Nella stagione 2007-08 partecipa al College Slam Dunk Contest, presso l'università di St. Mary, San Antonio e chiude la sua stagione con la media di 6,1 punti, 4,2 rimbalzi e 1,8 assist in 34 partite.

### NBA e D-League
Viene chiamato con la 43ª scelta al Draft NBA 2008 dai Sacramento Kings. La sera stessa del draft viene ceduto agli Houston Rockets, che a loro volta lo mandano subito ai New York Knicks, dove gioca 3 partite di preseason con la media di 8,1 minuti, 3,7 punti e 1,7 rimbalzi. Il 27 ottobre 2008 viene tagliato e a dicembre approda nella NBA Development League con i Reno Bighorns.
Il giorno della sua firma, Ewing ha fatto il suo debutto in D-League contro gli Utah Flash, segnando 15 punti. Dopo 30 partite con i Bighorns, aveva una media di 16,8 punti, 8,9 rimbalzi, 3,1 assist, 1,5 palle rubate e 1,3 stoppate a partita.
Il 16 marzo 2009 è costretto a lasciare i Bighorns per una lesione di primo grado al legamento collaterale mediale di un ginocchio.
Viene poi chiamato dai New York Knicks alla NBA Summer League di Las Vegas nel 2009, ma non partecipa a causa dell'infortunio. Nel 2009-10, ancora alle prese con problemi fisici, resta fermo per tutta la stagione.
Il 27 agosto 2010 ottiene di nuovo la possibilità di giocare per i Knicks, che gli offrono un contratto. Gioca 4 partite di preseason ma, anche stavolta, viene tagliato a pochissimi giorni dall'inizio della stagione.
Dopo essere tornato in D-League con i Bighorns, viene ceduto ai Sioux Falls Skyforce in cambio di Danny Green. Il 26 marzo 2011 i New Orleans Hornets gli offrono un contratto di 10 giorni: dopo l'infortunio della loro ala grande titolare David West e lo spostamento in quintetto del suo cambio Carl Landry, gli Hornets hanno bisogno di un'ala di riserva. Ewing riesce così ad esordire nella NBA, a tre anni dalla scelta nel draft. Il 5 aprile 2011 il contratto viene prolungato fino al termine della stagione.

### L'Europa
Nel luglio 2012 si trasferisce in Germania, al Telekom Baskets Bonn.

## Palmarès
- All-NBDL Third Team (2011)